# Santalovník bílý

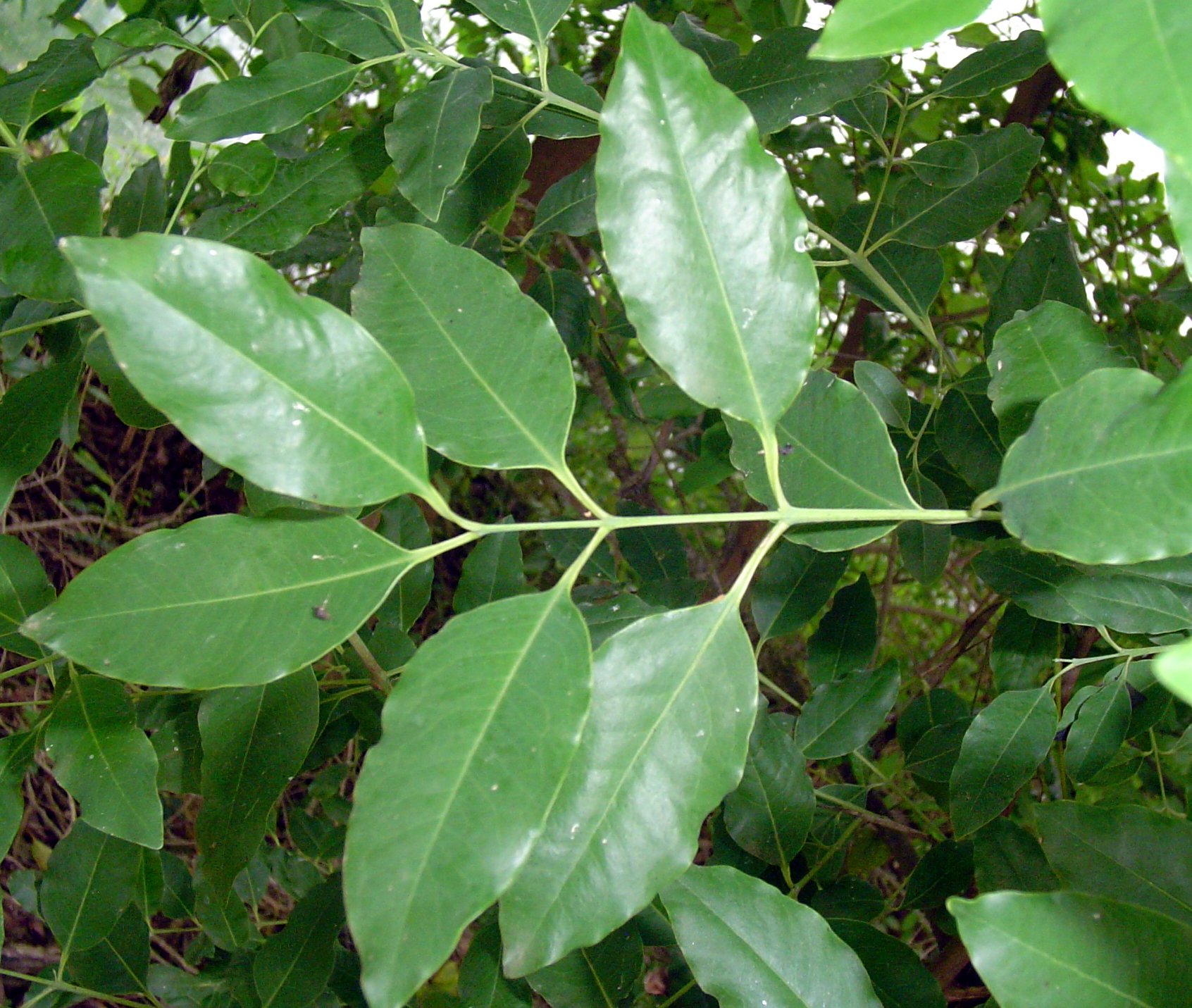
Listy

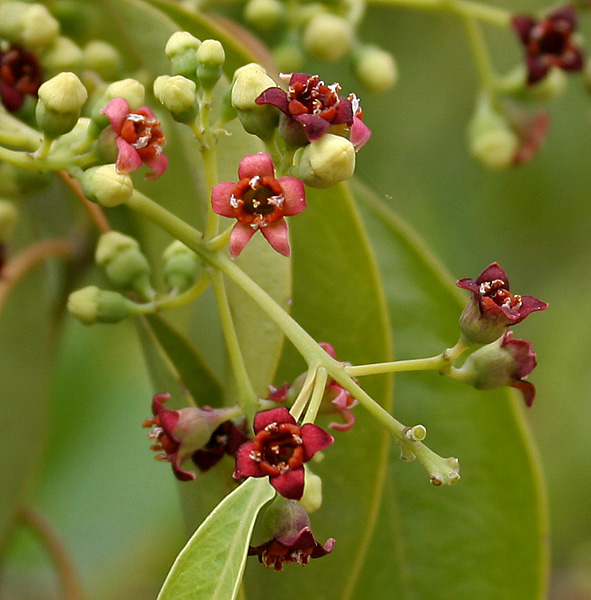
Větev s květy

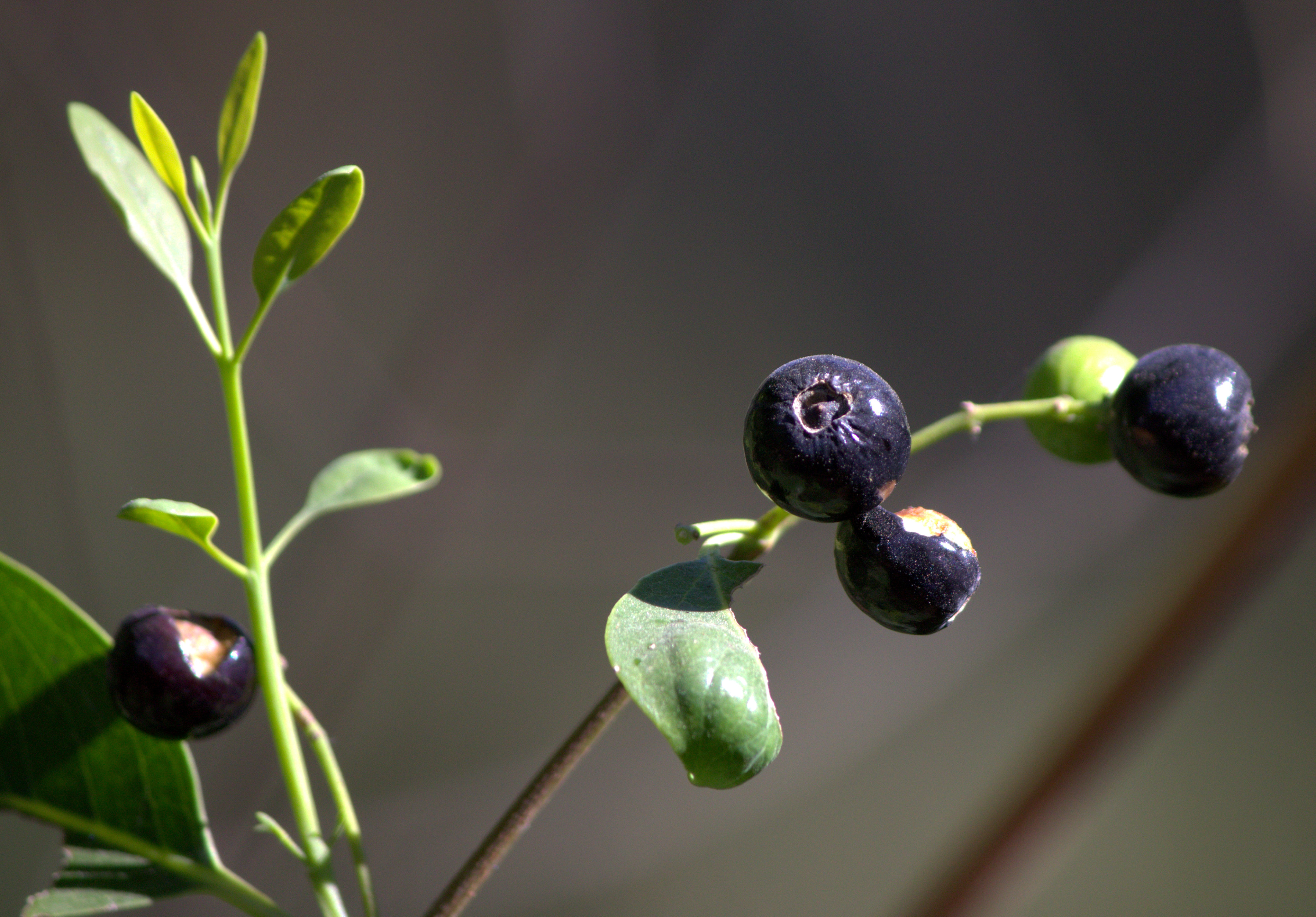
Plody

Santalovník bílý (Santalum album) je tropický, stálezelený, nevysoký strom, známý hlavně svým tvrdým, vonným dřevem, které je pro svou specifičnost nazývané santalové dřevo. Je jedním z asi patnácti druhů rodu santalovník, který je součásti rozsáhlé čeledi santálovitých čítající přes tisícovku druhů.
Dřevina je poloparazitickou, což značí, že je schopná v případě nedostatku vláhy nebo dusíku, draslíku či fosforu se pomoci kořenů a haustorií propojit s blízkou vhodnou rostlinou a od ní je čerpat; sacharidy si však vždy zajišťuje sama fotosyntézou. Často se napojuje na dřeviny s dostatkem dusíku, nejčastěji to jsou rody Anogeissus, Drypetes, Millettia, akácie, albízie, dalbergie, kasie, libora, paralbízie, pukol, přesličník, sena, sesbánie, vrcholák a mnoho dalších keřů i travin.

## Rozšíření
Santalovník bílý je využíván již velmi dlouho a nelze věrohodně určit jeho původní areál. Obvykle bývá, s určitou dávkou tolerance, stanoven do Indie, odkud byl již v dávné minulosti rozšířen do Bangladéše, Myanmaru, na Srí Lanku, do Malajsie, Indonésie a na sever Austrálie. V současnosti je pěstován v mnoha dalších zemích v tropické Africe a Střední i Jižní Americe, kde také i zplaňuje (např. na Floridě ve Spojených státech).

## Ekologie
Vyskytuje se většinou v suchých listnatých, křovinatých lesích na písčitých půdách, často v rozličné husté vegetaci. Roste také v pobřežních dunách v blízkosti písečných mangrove i na nízkých pobřežních lateritických útesech nad pláží, vždy však nad úrovní vodní hladiny při nejvyšším přílivu. Na vlhkých, úrodných, hlubokých, aluviálních půdách roste velmi bujně, kdežto na mělkých a kamenitých půdách je jeho růst poměrně pomalý, avšak dřevo i jeho silice jsou nejkvalitnější; starší jedinci navíc dobře odolávají nedostatku vláhy.
Mladá rostlina potřebuje částečné zastínění před prudkým sluncem, v pozdějším věku se stromu v silném stínu vede nevalně, stejně jako na zásaditých půdách. V oblasti původního výskytu a nejhustějšího rozšíření, v Indii, se nejvíce vyskytuje v monzunových oblastech na půdách šedých jílovitých a červených hlinitých promísených s laterity, které obvykle mívají hodnotu pH 6,0 až 7,0.
Většinou jej nalezneme v nadmořské výšce 600 až 1200 m, občas až 2500 m. Za optimální je pokládána roční teplota pohybující se v rozmezí 22 až 35 °C, krátkodobě snese výkyvy 10 až 38 °C. Pro růst jsou nejvýhodnější stanoviště s ročními srážkami 800 až 1400 mm, přežívá i rozmezí 450 až 3000 mm.

## Popis
Strom bývá 5 až 10 m vysoký a jeho šedý až nahnědlý, v pozdějším věku vrásčitý kmen, nemívá větší tloušťku než 40 cm. Široce rozložené větve jsou porostlé kožovitými, vstřícně vyrůstajícími listy s řapíky okolo 1,5 cm dlouhými. Listové čepele jsou eliptické až kopinaté, dlouhé 4 až 6 cm a široké 1 až 2,5 cm, na bázi bývají klínovité nebo okrouhlé, na vrcholu jsou špičaté a po obvodě celokrajné, oboustranně jsou lysé a na svrchní straně lesklé zelené a spodní našedlé.
V latnatém, až šestičetném květenství vyrůstají okolo 4 mm velké květy, jež jsou v mládí bělavé a později karmínově červené. Květy jsou na stopkách, převážně jsou oboupohlavné a bývají čtyř nebo pětičetné. Zvonkovitá češule je po okraji porostlá trojúhelníkovitými okvětními lístky, které odstávají a jsou nazpět zahnuté, a stejným počtem tyčinek s prašníky. Střed češule vyplňuje jednopouzdrý, až čtyři vajíčka obsahující semeník s jedinou dlouhou čnělkou nesoucí bliznu. Češuli lemují laločnatá nektaria situována mezi tyčinkami.
Plod je tmavě červená až černá, kulovitá, jedlá peckovice asi 8 mm velká. Je na krátké stopce, obsahuje jediné semeno (pecku) a na vrcholu má kruhovitou prohlubeň, jizvu po zbytku okvětí. Průměrně 5000 semen má hmotnost jednoho kilogramu.

## Rozmnožování
Květy jsou opylovány létajícím hmyzem. Ploidie druhu je 2n = 20.
Čerstvá semena mají asi dvouměsíční dormanci, která se může zkrátit skarifikací nebo namáčením v kyselině gibeberelové, pak vyklíčí do čtrnácti dnů. Nejlepší klíčivost, kolem 70 %, mají semena získaná ze stromů starších 20 let. Při výsadbě na nově založené plantáže se semenáče vysazují ve velikosti 15 až 20 cm do sponu 3×3 až 5×5 m. Na konci druhého roku po výsadbě mladá rostlina již dosahuje výšky 60 až 70 cm, postupně se její růst ale zpomaluje. Prvé květy se objevují ve věku asi tří let, plody v pěti.
Sazenice potřebují ochranu před býložravými, volně žijícími i domácími zvířaty, stejně jako před nadměrným slunečním zářením. Semenáče se po výsadbě nedoporučuje okopávat a plít, protože jejich kořeny se za pomoci haustorií často již od mládí propojují s okolo rostoucím plevelem, jehož živiny (voda, minerální látky) využívají ku svému prospěchu. Někdy jsou vědomě vysazovány společně s mladými hostitelskými rostlinami, nebo se sázejí na plochu již těmito druhy porostlými, ty jim kromě poskytování neústrojných látek slouží i k částečnému zastínění.
Počítá se, že stromu od věku patnácti let přiroste každým rokem asi 1 kg jádrového dřeva ročně. Na hlubokých a bohatých půdách ve vlhkých oblastech jsou přírůstky dřeva větší, ale to má nižší obsah oleje. Na sušších, málo úrodnějších půdách v klimaticky méně příznivých podmínkách se jádro stromu vyvíjí pomaleji, zato má vysoký obsah cenného oleje. Stromy rostou poměrně pomalu a dosahují využitelné velikosti nejdříve ve věku okolo třiceti let, kdy mívají výčetní tloušťku asi 15 cm a tehdy se z nich získá přibližně 50 kg jádrového dřeva. Ve stáří čtyřiceti let, které jsou považované za optimální dobu kácení, mívají kmen hrubý okolo 25 cm a lze z nich získat přes 250 kg aromatického dřeva. Tento zdánlivý nepoměr je dán tím, že se při těžbě vykopávají také kořeny obsahující vzácný olej.

## Využití
Dřevo stromu je pevné, tvrdé, těžké, a odolné proti termitům, je nesnadno opracovatelné a vysušené má hustotu 870 kg/m³. Kmen je tvořen svrchní bílou, nevonnou části (bělem) a vnitřním žlutým, hustým jádrem, které obsahuje stejně jako kořeny vonné silice.
Již od starověku je vonné dřevo santalovníku bílého velmi ceněno. Je používáno k výrobě nábytku, dekoračních, upomínkových i liturgických předmětů, dá se opracovat do vysokého lesku a je trvale aromatické. Používá se hojně pro přípravu vonných vykuřovadel a uplatňuje se i při buddhistických pohřebních obřadech.
Santalový olej (esenciální olej) je vodní destilací získáván z dřevěných třísek, dřevo jádra kmene ho obsahuje asi 6 % a kořenů asi 8 %. Tento olej se hojně používá se při výrobě kosmetiky, léků (včetně Ájurvédy) i jako aroma v potravinářství. Olej získaný vylisováním drobných semen plodů bývá užíván ke svícení. V době sucha sloužívají listy stromů jako krmivo pro koně, velbloudy, dobytek, kozy i ovce.

## Ohrožení
Většina přirozeně vyrostlých stromů se nachází v těžce přístupných houštinách, kde semena vyklíčila po opuštění zažívacího traktu ptáků, ty lehce dostupné jsou dávno skácené. Poptávka po tomto dřevu se stále zvyšuje a množství starých jedinců nenávratně klesá. Až v poslední době jsou vysazovány nové stromy na plantážích zakládaných v oblastech s nejvhodnější půdou a příhodným klimatem, trvá však třicet až čtyřicet let, než dospějí do doby sklizně. Z důvodu enormně stoupajícího zájmu o jeho dřevo, byť je velmi drahé, je santalovník bílý považován Červeným seznamem IUCN za zranitelný druh (VU). Největší producent, Indie, dokonce zakázala jeho vývoz a veškerá těžba je řízena státem.